# Szívörvény
A Szívörvény (eredeti címe: Bounce) 2000-ben bemutatott amerikai romantikus filmdráma, amelyet Don Roos írt és rendezett. A főbb szerepekben Ben Affleck és Gwyneth Paltrow. 2000. november 17-én mutatták be az Egyesült Államokban, Magyarországon 2001. február 15-től volt megtekinthető a mozikban.
Habár a kritikusok vegyesen értékelték a Szívörvényt, anyagilag sikeres volt a produkció.

## Cselekmény
A chicagói O'Hare repülőtéren Buddy Amaral reklámügynök leszerződik egy légitársasággal, azonban a hóvihar miatt késik a Los Angelesbe tartó visszautazó járat. A reptéren találkozik Greg Janello íróval, akinek Buddy odaadja a jegyét, hogy hazajuthasson feleségéhez és fiaihoz. A férfi meggyőzi barátját és a légitársaság alkalmazottját, Janice-t, hogy Greg átvehesse a helyét a járaton. 
Miközben az éjszakát a másik ottrekedt utastársával, Mimivel tölti, látja a tévében, hogy a járat lezuhant. Ráveszi Janice-t, hogy cserélje le az utaslistán a nevét Gregére. Greg felesége, Abby sok órán át reménykedik, hogy Greg a későbbi járattal érkezik, amire eredetileg jegyet foglalt, amíg a halálhírt meg nem erősítik.
Los Angelesbe visszatérve a légitársaság azt diktálja, hogy Buddy egy sor ártalmatlan reklámot futtasson a baleset tragikus következményeinek enyhítésére, amelyekkel Clio-díjat nyer. A bűntudattól gyötört Buddy részegen jelenetet rendez a díjátadón, és elkezd járni az Anonim Alkoholisták gyűlésére. A felépülés egyik lépése, hogy jóvá kell tenni a múltban elkövetett hibákat, ezért Buddy felkeresi Abbyt, a kezdő ingatlanügynököt, és tippet ad neki egy irodaházról, amelyre Jim, Buddy társa és főnöke tett ajánlatot. Cserébe Abby meghívja Buddyt egy éjszakára a Dodger Stadionba. A kapcsolatuk virágzik, még akkor is, ha Buddy nem mondja el neki, hogy közvetve ő a felelős Greg haláláért.
Abby fel akarja ültetni a fiúkat egy Palm Springsbe tartó repülőgépre, hogy leküzdjék a repüléstől való félelmüket. Buddy kéri, hogy velük tarthasson, és hamarosan erős kötelék alakul ki közöttük. A visszaúton Buddy elhatározza, hogy elmondja az igazságot, de Mimi megelőzi egy videóval. Abby teljesen összetörik, hogy Buddy hazudott neki, és követeli, hogy hagyja el az otthonát. 
Az áldozatok családjai kártérítésért perlik a légitársaságot, és Janice szerepe is kiderül, amikor Buddy-t tanúként beidézik. Abby a televízióban nézi, hogy Buddy elmagyarázza, hogy a jegyét odaadta Gregnek, és nem vette el Greg jegyét cserébe. Azzal, hogy Janice-t kényszerítette a beosztás megváltoztatására, Janice-t kirúgja a légitársaság. Buddy-t felmenti a bíró, de a férfi még mindig bűnösnek érzi magát.
Buddy lemond a cégétől, mivel kompromittálta ügyfelét, a légitársaságot. Abby megköszöni Buddy lelki támogatását, a férfi pedig megkéri, hogy segítsen neki árulni a tengerparti házát. Abby úgy érzi, hogy meg tud bocsátani Buddynak.

## Szereplők
| Szerep          | Színész            | Magyar hangja      |
| --------------- | ------------------ | ------------------ |
| Buddy Amaral    | Ben Affleck        | Széles Tamás       |
| Abby Janello    | Gwyneth Paltrow    | Nagy-Kálózy Eszter |
| Mimi Prager     | Natasha Henstridge | Spilák Klára       |
| Greg Janello    | Tony Goldwyn       | Kőszegi Ákos       |
| Seth            | Johnny Galecki     | Csőre Gábor        |
| Scott Janello   | Alex D. Linz       | Ivanics André      |
| Joey Janello    | David Dorfman      | Gacsal Ádám        |
| Janice Guerrero | Jennifer Grey      | Árkosi Kati        |
| Donna           | Caroline Aaron     | Andresz Kati       |
| Ron Wachter     | Edward Edwards     | Orosz István       |
| tévébemondó     | Lisa Joyner        | n.a                |
| bíró            | David St. James    | n.a                |
| Mandel ügyész   | David Paymer       | Rudas István       |
| Jim Willer      | Joe Morton         | Galambos Péter     |
| Karen           | Thea Mann          | Antal Olga         |
| Todd Exner      | Sam Robards        | Imre István        |
| M               | Jeff Garlin        | n.a                |

## Fogadtatás

### Kritikai visszhang
A filmet vegyes kritika érte. A Rotten Tomatoeson 53%-os minősítést ért el 108 értékelés alapján, az összefoglaló szerint: „A kritikusok szerint a Szívörvény inkább egy puffanás (angol címén Bounce, ami pattanást jelent). A cselekmény fordulatai közhelyesek és mesterkéltek, és a Paltrow és Affleck közötti románc nem tud elköteleződni.” Mark Caro a Chicago Tribune-től azt írta: „A Szívörvény eladja magát, még akkor is, ha az orrodat ráncolod, amikor megveszed.” Stephen Holden a New York Timestól azt írta: „Ez a megható, finoman megmunkált habos tál egy zökkenőmentes alkotás.” Jay Carr azt írta a Boston Globe-on: „Valami hiányzik a Szívörvényből, amelynek visszafogott dinamikája talán elkerülhetetlenül visszafogott reakciót vált ki.”
A MetaCritic 52 pontot adott a 100-ból 31 vélemény alapján. Owen Gleiberman úgy vélte, „a Szívörvényt nézve az ember ránéz Affleckre, és elhiszi, hogy mennyi minden forog kockán, Paltrow-ra nézve pedig tudja, hogy miért.” Michael O'Sullivan a Washington Posttól azt írta: „Ez egy szerelmi történet, igen, de olyan, amelynek édességét az őszinte alakítások, az élesen megrajzolt mellékszereplők és a meglehetősen komoly, de soha nem önsajnáló hangvétel szabdalja.” Lou Lumenick a New York Posttól azt írta: „A Zuhanás óta a legdepresszívebb randifilm.”

### Bevétel adatai
A Box Office Mojo szerint a film nyereséges volt. A 35 millió dolláros költségvetésre 53 millió dolláros bevételt zsebelt be.